# ایستگاه هوایی اارکسون
ایستگاه هوایی اارکسون (به انگلیسی: Eareckson Air Station) یک فرودگاه نظامی با کد یاتا SYA است که یک باند فرود آسفالت و دارد و طول باند آن ۳۰۴۸ متر است. این فرودگاه در کشور ایالات متحده آمریکا قرار دارد و در ارتفاع ۳۰ متری از سطح دریا واقع شده است.

## نگارخانه

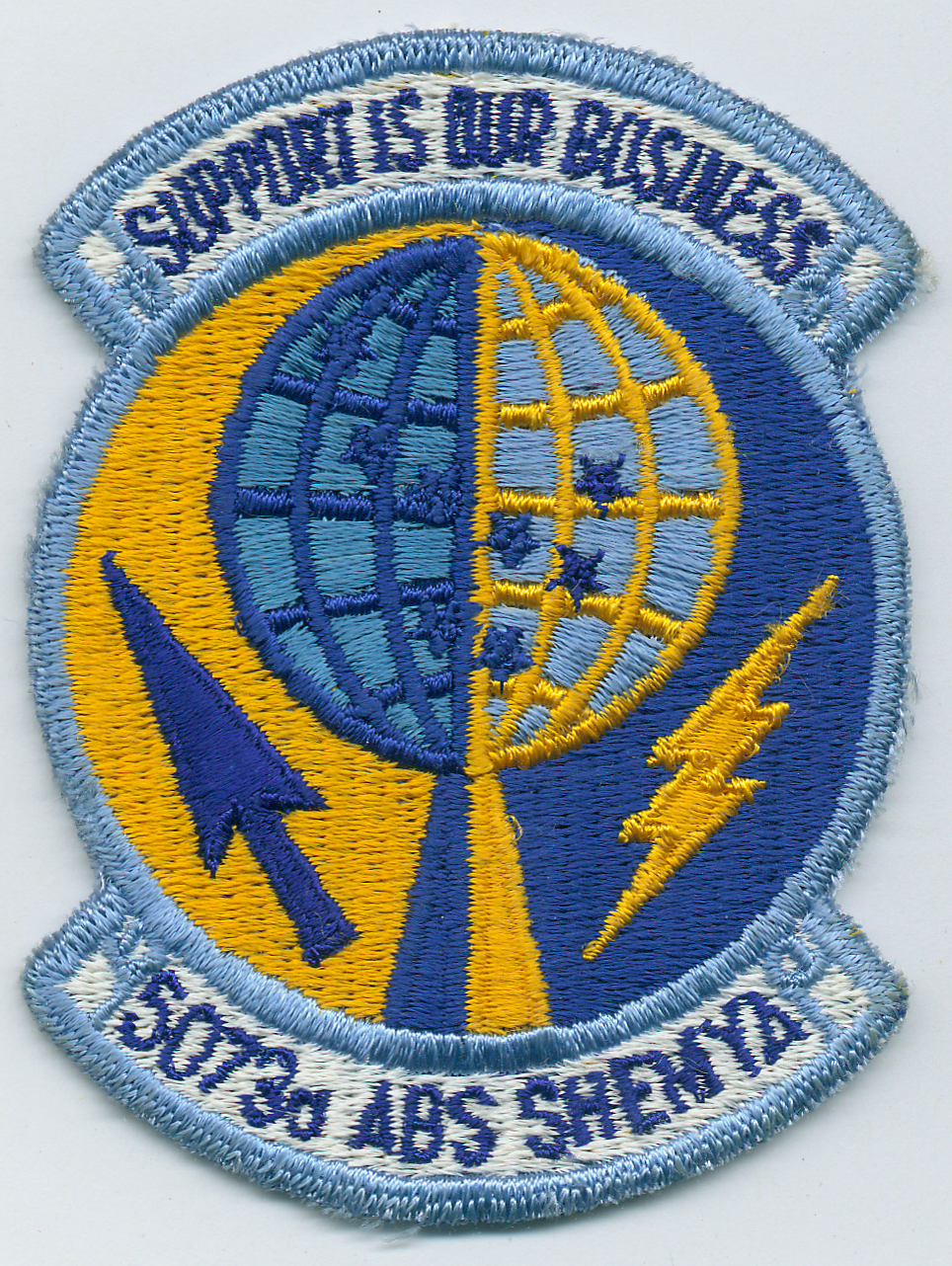
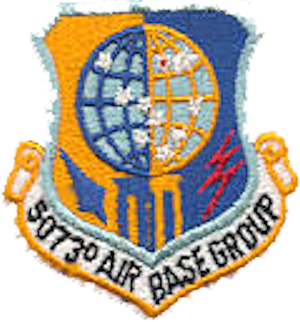
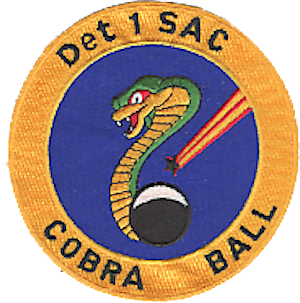
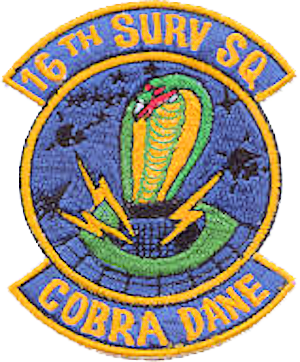
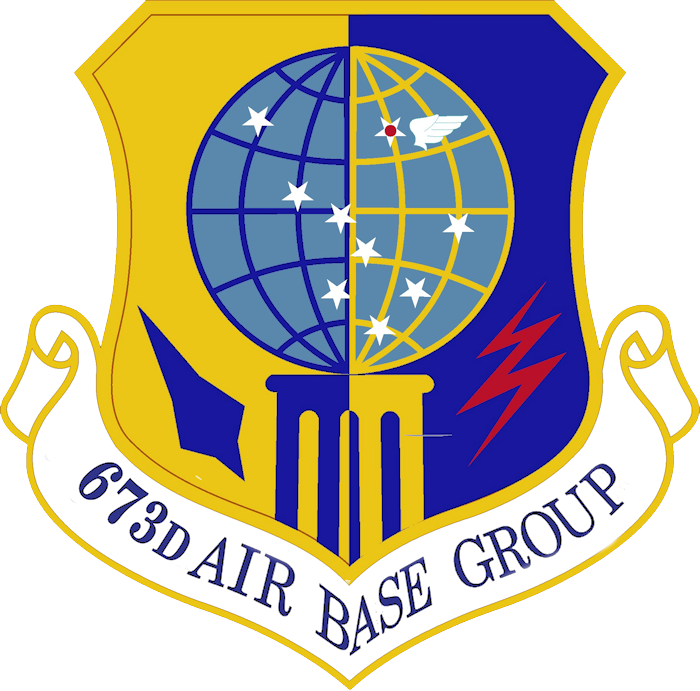
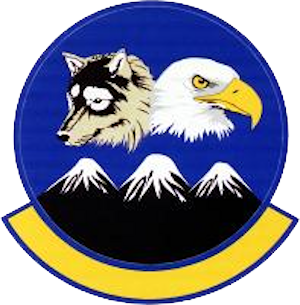